# 北京折叠
《北京折叠》是中国科幻作家郝景芳创作的科幻中篇小说，最早于2012年12月发表在清华大学的学生论坛水木社区的科幻版，2016年获得第74届雨果奖最佳中短篇小说奖。2018年獲得第49屆星雲賞海外部門短篇小說獎項。雨果奖介绍这篇小说“构建了一个不同空间、不同阶层的北京，可像‘变形金刚般折叠起来的城市’，却又‘具有更为冷峻的现实感’”。

## 情节
未来的北京被分为三个空间，不同社会阶层的人生活在相互隔离的不同空间。第一空间住着权贵统治者，有500万人口，位于大地的一面，大地另一面是拥有2500万中产白领的第二空间和拥有5000万底层劳动者的第三空间。每48小时中，第一空间享受头一天早上6点到第二天早上6点的24小时，第二空间享受第二天早上6点到晚上10点的16个小时，第三空间享受晚上10点到下个早晨6点的8个小时。每到转换的时间，前一个空间的居民需要躺到床上接受催眠，属于前一个空间的建筑等设施折叠起来，下一个空间的建筑展开。
48岁的第三空间的垃圾工老刀有一个垃圾站门口捡来的要上幼儿园的女儿糖糖。一天，他找到生活在第三空间而曾经进入过第一空间的彭蠡，向他询问如何在转换时混入第一空间。之前，老刀在废瓶子中发现一张纸条。顺着纸条来到第二空间，他见到在读研究生秦天。秦天告诉他，自己在第一空间的联合国实习时，曾爱上同在联合国实习的一个女孩依言，可惜实习期只有一个月。秦天愿以十万元雇老刀给生活在第一空间的依言带一封信，若老刀能带来回信，则给老刀二十万元。希望自己女儿能进一个稍好的幼儿园的老刀答应了秦天。
老刀按照彭蠡的方法小心翼翼熬过空间转换，成功混入第一空间，找到了依言。依言要求老刀到中午十二点再到她工作地点附近的超市联系她。中午，老刀依约定见到依言。依言坦言，自己并非联合国实习生，而是一家银行的总裁助理，而且认识秦天时已有未婚夫，现在已经完婚。依言不想让秦天讨厌自己，她付给老刀十万元，请他告诉秦天暂时不能在一起，但自己喜欢秦天，并附上手写字条。
老刀准备找个偏僻的角落睡到空间转换，但不小心被巡逻的机器人发现，并被带到一个建筑后门门廊，几个男人就如何处理他的问题发生了争执。最后，他被一位年长者带入建筑。年长者介绍自己名为葛大平，第三空间出生，在部队中任雷达兵而升职并进入第一空间，他要老刀喊他老葛。老葛愿意带老刀参加晚上举行的折叠城市五十周年庆典宴席。晚上，老刀步入建筑一楼的会堂，听了折叠城市运作负责人的演讲。演讲间隙，他见到依言的丈夫吴闻向负责人请求一个垃圾自动处理的项目，负责人表示项目将减少就业而不愿批示。负责人的秘书注意到老刀并对其身份生疑，老葛及时赶到打圆场，随后他要求老刀回房间休息。
老刀醒来时宴会已经结束，他和老葛吃了点剩菜，喝酒聊天。深夜，他起身准备回第二空间。然而，一份材料数据出错导致材料需要重印，空间转换因此推迟了十分钟。空间转换时，老刀小心翼翼在边缘移动，这时负责人接到吴闻落了东西在会场的报告而决定中止转换恢复原状，老刀的小腿因而卡在空隙里。三十分钟后空间转换重启，老刀回到第二空间找到秦天，睡了十个小时后，把依言的信交给了秦天并处理了脚伤，接着回到第三空间。他疲惫地回到自己居住的公租房，正赶上公租房的收租负责人和住在他隔壁的女孩就取暖费发生了争执。老刀甩给收租人一张一万元的钞票，进了家门，看了看糖糖，又准备接着去上班了。

## 创作
郝景芳2006年毕业于清华大学物理系，从大学时期起她开始创作科幻小说，出版过长篇作品《流浪玛厄斯》和《回到卡戎》。郝景芳自认为，其作品更关注个体和人心，具有软科幻特点，因此作品曾遭受投稿到文学杂志被告知不发表科幻，投稿到科幻杂志因过于文学而被退稿的尴尬局面。
郝景芳创作《北京折叠》的契机是本人住在城乡接合部期间的经历，她感受到北京城是不同的空间的叠加，在此之上进行了夸张的衍生，意图展示不同群体之间的隔离。郝景芳认为普通人既有自私的地方又有恻隐之心，她希望写作作为混杂体的普通人如何在大背景中起作用，因而涉及了通常科幻作品中较少提到的中产阶级的空间。同时，郝景芳认为人对自己和周围的温情是一种本能，而在《北京折叠》中表现了温情主义。
根据《北京娱乐信报》的报道，郝景芳一直对体制问题感兴趣，且受不平等问题困扰已久，想写一本《不平等的历史》。
2012年12月，郝景芳写作《北京折叠》，共用三天时间，在水木社区分上中下每天发表一段，加上酝酿准备与修改大约共用一个月。

## 发表与翻译
2014年2月《北京折叠》在文学刊物《文艺风赏》发表，随即被中国发行量第一的文学刊物《小说月报》选中刊登。
2016年8月，《北京折叠》收錄進郝景芳的科幻中短篇小說集《孤獨深處》（江苏凤凰文艺出版社）。
参加2012年科幻大会时，郝景芳认识到《三体》系列翻译者刘宇昆，后者通过邮件告知郝景芳有何小说可以发给他看看。刘宇昆帮郝景芳翻译的第一篇小说是《看不见的星球》，第二篇就是《北京折叠》，翻译的英文标题为Folding Beijing，小说收录于2015年11月由Tor Books出版的《看不见的星球：中国当代科幻小说选集》（Invisible Planets: An Anthology of Contemporary Chinese SF in Translation）。

## 雨果奖
2016年4月27日，雨果奖在官方网站公布当年各奖项，《北京折叠》入围最佳中短篇小说奖。观察者网指出作品在官网的顺序排在斯蒂芬·金的作品之前。
前一年曾凭借《三体》获得雨果奖的科幻作家刘慈欣此次被看好的《三体2》未能入围，但他在接受新华网采访时表示祝愿郝景芳能够最终获奖。郝景芳在新浪微博表示：
能入选雨果奖很惊喜。当初小说只发在一个新创的电子杂志上，没想到会有这样的结果。再次感谢宇昆兄的翻译。小说的翻译与被接受程度紧密相关。不能和大刘的作品一同入选，心中的遗憾甚至大过了惊喜。宇昆兄在帮助华人作品推广方面居功至伟。
新华网总结《北京折叠》入围雨果奖的启示有四点：展现中国科幻不只有刘慈欣；中国式科幻是中国科幻出路；小说并非首次获奖，入围雨果奖只是更加证明其优秀；中国科幻需要走向世界，翻译作用巨大。
2016年8月20日晚，第74届雨果奖颁奖典礼举行，《北京折叠》正式获得最佳中短篇小说奖。前往参加科幻大会前一天，郝景芳曾对凤凰文化表示由于同入围有斯蒂芬·金作品而自认为得奖可能性不大。她的获奖感言是：
对我来说，获奖并不是完全意料之外。实际上，刚才我还在考虑自己去“雨果奖落选者”派对上的样子。获奖者派对，落选者派对，我都不知道自己更期待哪一个呢。科幻作家很喜欢把所有的可能性都考虑到，不管好坏，是幸运还是不幸。他们会讨论采取什么战略应对外星人等等这样的问题。基本上可以说，他们生活在无数平行宇宙之间。在《北京折叠》这部小说中，我提出了未来的一种可能性，面对着自动化、技术进步、失业、经济停滞等各方面的问题。同时，我也提出了一种解决方案，有一些黑暗，显然并非最好的结果，但也并非最坏的：人们没有活活饿死，年轻人没有被大批送上战场，就像现实中经常发生的那样。我个人不希望我的小说成真，我真诚地希望未来会更加光明。

## 分析与评价
《南方都市报》称赞了这部小说中对现实的批判和对未来的宏观构想，称其“虚构出看似虚无缥缈的幻想世界，却提出了最迫切的现实问题”。好奇心日报的韩洪刚认为郝景芳思考了生产力发展下下层人被剥削的需要都消失的情况，而小说没有展现激烈冲突，其平凡却显得真实而让人不寒而栗。《北京娱乐信报》网站作者王菲的书评认为《北京折叠》情节根植于现实生活，且谈到的社会不平等和阶层固化问题在大多数国家都有发生，因而能获得国内外大奖。《国际先驱导报》的范典认为小说中空间的折叠翻转“实际上代表了人类在工业化进程中对有限资源的过度开发，最终形成一种‘变态化’的模式，来维持日益增多的人口与资源之间的平衡”，用“折叠”来强调等级观念。中国科幻作家吴岩称这部小说是一部“现实主义”作品，其中加入了“残忍的、点明社会黑暗面的元素，耐人寻味”；科幻作家韩松则认为小说不仅反映社会阶层现实问题，同时“想象力出众”，称郝景芳“获奖是意料之中的事情”。
批评者则认为小说对未来的科技描述不够符合现实。如范典指出郝景芳“因太顾及现实情况，在建构未来世界的同时，对一些经济架构、人为创造的一些假设显然过于保守，与笔下的时境有些脱节”。《南方都市报》认为小说的人物设定简单，文学性略有不足，类似“校园小说”。吴岩也认为这部小说并非郝景芳最优秀的作品，他认为刘宇昆的翻译在作品推广过程中起到了重要作用。

## 后续
郝景芳曾想将《北京折叠》作为一部长篇小说的第一章，并表示要继续写北京城之外的故事，“可能会让主人公离开北京”，但不确定是否写成长篇。
《北京折叠》的电影改编权属于一个韩裔美国人，2016年8月接受采访时郝景芳称这个团队有很多问题问她，且“他们会关注的就是机器取代人，技术进步导致的失业问题”，以及导演曾问她是否考虑除去政府的存在，做主的是公司老总。